# Arnold Bovet

Bovet

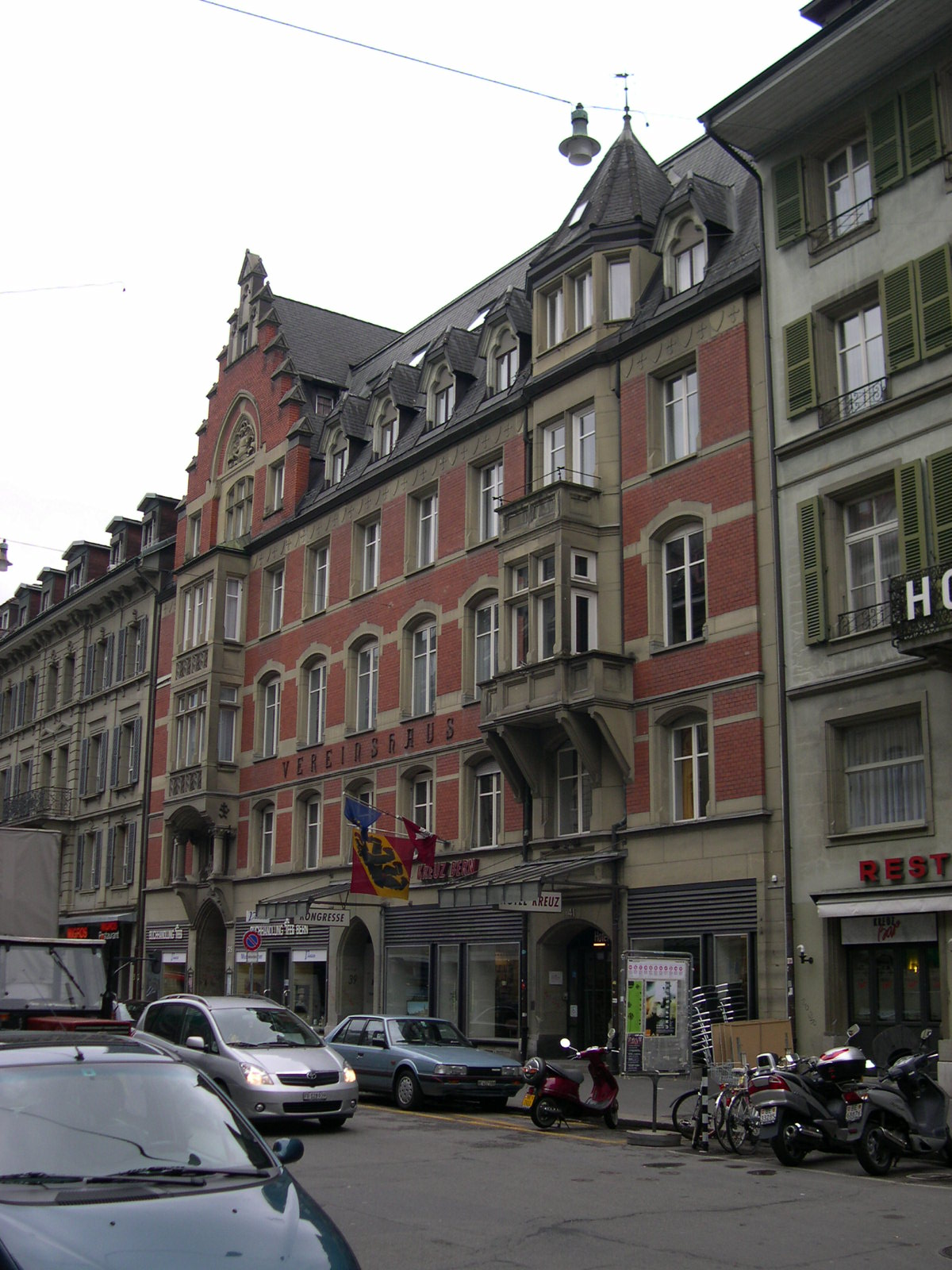
Das Vereinshaus an der Zeughausgasse

Arnold Bovet (* 19. Januar 1843 in Boudry; † 11. Mai 1903 in Bern) war ein freikirchlicher Pfarrer des französischen Zweiges der Freien evangelischen Gemeinde in Bern in der Schweiz und Pionier des Blauen Kreuzes.

## Leben
Bovet wuchs als Sohn eines Fabrikanten in der französischsprachigen Schweiz auf. Er heiratete Nannette Bernus (1845–1925) aus Frankfurt am Main, die aus einer Hugenottenfamilie stammte. 1874 erlebten er und seine Frau durch die Oxforder Konferenz der Heiligungsbewegung eine religiöse Erweckung.
Bovet war nicht nur Erweckungsprediger, sondern kümmerte sich auch um die Trinker im Berner Umfeld und baute das Vereinshaus an der Zeughausgasse in Bern. Seine Arbeit hatte großen Erfolg, und schon 1900 gab es im Kanton Bern 75 Blaukreuzvereine.
Bovet stand in Kontakt mit Curt von Knobelsdorff und arbeitete unter den italienischen Gastarbeitern am Bau des Lötschbergtunnels. Eine seiner wichtigsten Mitarbeiterinnen war die Lehrerin am Bärenhöfli, Johanna Meyer, die ihm viele Liedtexte schrieb. Er war ein Zeitgenosse und Kollege von Franz Eugen Schlachter.
Von 1902 bis 1903 war Bovet Mitglied des Komitees der Evangelischen Gesellschaft des Kantons Bern.

## Werke
- Heraus aus dem Wirtshaus. Wort an christliche Volksfreunde. Basel 1892.